# Barral Ier des Baux
Pour les articles homonymes, voir Barral.
 (juin 2021).
Barral (1217-1270) dit Barral Ier des Baux, sénéchal du Comtat Venaissin pour le comte de Toulouse (1236), Raymond VII de Toulouse, dont il épousa la nièce, Sibylle d'Anduze, fut seigneur des Baux-de-Provence de 1240 à 1270. Il était aussi seigneur de Loriol, Bédoin, Cavaillon, Brantes et Monteux.
Avant d'hériter de son titre de seigneur des Baux, le plus éclatant des faits d'armes de Barral fut la prise du Comtat venaissin. Il se heurta à la volonté du pape Grégoire IX qui voulait garder cette terre. Sur l'ordre du souverain pontife, l'archevêque d'Arles l'excommunia.

## Événements majeurs de la vie de Barral des Baux

### L'affaire de la prise de Trinquetaille
Il devint seigneur des Baux en 1240 à la mort de Hugues III, son père. L'été de la même année, Raymond VII, comte de Toulouse, résolu à mettre Arles sous sa coupe, vint accompagné d'une armée en Camargue et s'empara de Trinquetaille, qu'il acquit sans doute avec l'accord contraint de Barral, puisque ce domaine lui appartenait et que les deux hommes étaient amis. En dépit d'un siège de trois mois, ils ne purent prendre la cité d'autant plus que, le siège s'éternisant, ils étaient sous la menace des troupes royales.
Louis IX, roi de France, intervint en faveur de Barral et lui fit reprendre possession de ses biens.
Favorable au comte de Provence, la population arlésienne se révolta et s'empara de Trinquetaille et de plusieurs places. L'archevêque d'Arles, Jean Baussan, confisqua les revenus des terres saisies qui auraient dû revenir à Barral.
Le 21 décembre 1245, un traité de paix fut conclu entre les parties et les possessions de Barral lui revinrent à nouveau.

### Opposition à l'archevêque d'Arles
En 1249, Charles d'Anjou, nouveau comte de Provence (1246), ayant manifesté la volonté de mettre sous sa coupe les cités indépendantes de Marseille, Arles et Avignon, voit en l'archevêque d'Arles Jean Baussan un soutien manifeste. Barral prend dès lors parti pour la population d'Arles, et se positionne en faveur des excommuniés de la ville, ce qui lui permet de rester dans les faveurs du comte. Du coup, Arles le porte en héros et le proclame podestat. Jean Baussan proteste et envoie des délégués lire des lettres au conseil de la ville. Barral les laisse lire mais une telle clameur s'élève dans la salle que les envoyés de Baussan s'enfuient au plus vite.
L'année suivante, le même archevêque lance un interdit sur Arles et les terres baussenques.

### Le siège d'Arles (1251)
Revenu de Palestine, le comte de Provence met le siège sur Arles, avec l'aide du comte de Poitiers, Alphonse, frère du roi Louis IX, dans la mesure où la population d'Arles avait refusé de se soumettre et avait ôté à Baussan son pouvoir sur la cité. Barral, nommé par ailleurs podestat d'Avignon, préfère ne pas se mêler au conflit, se concentrant sur la défense de ses terres des Baux.
Arles finit par se rendre, se soumet au comte de Provence et Jean Baussan réintègre ses fonctions.

### Le retour en grâce
Afin de faire oublier ses erreurs passées et entrer dans les grâces du comte, Barral s'engage auprès de la reine Blanche à soumettre Avignon au comte de Poitiers et Arles au comte d'Anjou, engageant à sa parole tous ses fils et ses biens. Le 26 décembre 1251, il présente une requête à l'archevêque d'Arles pour obtenir la révocation des sentences d'excommunication et d'interdits lancés contre lui.
Il s'engage en outre à aller servir deux années en Terre sainte en échange de quoi il récupère ses fiefs du Comtat venaissin.
Le 17 des calendes de novembre 1255, un accord passé dans le cloître de l'église Saint-André des Baux achève de le réconcilier à Jean Baussan.
Malgré son apparente hostilité passée, les relations entre Barral et le comte de Provence, Charles d'Anjou, furent toujours des plus cordiales et basées sur la plus entière confiance. Après avoir été nommé roi de Naples (1266), Charles nomma Barral podestat de Milan, puis grand justicier de Sicile, fonction que ce dernier conserva jusqu'à sa mort en 1270.

### Mort
Selon la tradition, Barral serait mort à Avignon, en 1270, d'une attaque cardiaque à la vue d'un corbeau qui s'était posé à la fenêtre de la salle où il se trouvait avec sa femme et ses enfants. Il aurait eu la hantise de ces oiseaux depuis le jour où il en avait aperçu un dans un champ près de Saint-Rémy-de-Provence.
Une autre source indique que Barral serait mort en 1268 en Sicile.

## Mariage et descendants
Barral était marié à Sybille d'Anduze, fille de Pierre-Bermond II de Sauve (mort en 1215) et Constance de Toulouse, dont il eut plusieurs enfants, dont au moins trois sont connus :
- Bertrand, à qui le comte de Provence Charles avait donné un revenu de 400 écus d'or et douze châteaux dans les Abruzzes, et qui succéda à son père après la mort de ce dernier ;
- Marquise[4] (morte le 4 septembre 1304), qui épouse en 1256[5] Henri II, comte de Rodez ;
- Cécile dite Passerose, veuve en 1258, deuxième femme d'Amédée IV de Savoie le 18 décembre 1244[6].

De cette union serait aussi issu :
- Raymond des Baux, capitaine général de la cavalerie du roi de Naples, Charles Ier d'Anjou, mort au combat en 1282.